# Odintsovo (2020)
La Odintsovo (en ruso: Одинцово), con designación oficial romanizada RFS 584 «Odinstovo», es una corbeta lanzamisiles del Proyecto 22800, también conocida como clase Karakurt, siendo el tercer buque de su clase.
Su nombre original era Shkval, la palabra rusa para chubasco, pero después de su botadura, su nombre fue cambiado al actual Odintsovo en honor a la ciudad de la óblast de Moscú, Odintsovo. Igualmente, varios buques en construcción del proyecto 22800 fueron renombrados de nombre meteorológicos a nombres toponímicos.

## Diseño
Los barcos de la clase tienen una superestructura de contorno sigiloso con un mástil integrado que lleva cuatro paneles de antenas en fase. El armamento principal consiste en misiles de crucero Kalibr o misiles anticrucero supersónicos P-800 Ónix transportados en ocho cámaras VLS UKSK en la parte trasera de la superestructura, detrás del puente.
Aunque originalmente se planeó que el arma principal fuese un cañón automático de doble propósito AK-176MA de 76,2 mm, una versión modernizada del AK-176 soviético, a diferencia del buque líder de la clase, Mytishchi que se le instaló el A-190 de 100 mm.
Odintsovo es la primera corbeta en incluir armas antiaéreas, en concreto el sistema de misiles antiaéreos Pantsir-M, instalado en el RTO con munición de misiles Hermes-K. Una mejora sustancial con los dos primeros buques de la clase, Mytishchi y Sovetsk, que no llevaban armas antiaéreas especializadas, en lugar de las cuales se utilizaron dos sistemas CIWS de los modelos AK-630M.
El buque utiliza un desplazamiento proporcionado por tres motores diésel M-507D-1 y tres generadores diésel DGAS-315 de fabricación rusa.

## Historial
La construcción de la corbeta Shkval comenzó el 29 de julio de 2016, fecha de su puesta de quilla con la presencia de Yuri Borísov, entonces comisario militar-industrial y poco después nombrado Vice primer ministro de Defensa e Industria Espacial. Aunque fue la tercera corbeta planeada, fue la quinta en comenzar a ser construida, ya que las fechas de construcción de la Kozelsk (cuarta corbeta) en el astillero Pella y la Tsiklon (octava corbeta, primera de la flota del Mar Negro) en el astillero Zaliv ya habían comenzado. El 5 de mayo de 2018 fue botada, adelantándose a la Kozelsk y a la Tsiklon. El 14 de noviembre de 2020 superó sus pruebas de alta mar realizadas en el Báltico. El 21 de noviembre de 2020, la ya renombrada Odintsovo entró en servicio siendo asignada a la Flota del Báltico de la Armada de Rusia.
En julio de 2021 participó en el Desfile por el Día de la Armada en San Petersburgo. En 2022 volvió a participar en el mismo.
En mayo de 2024 realizó prácticas de persecución junto a la corbeta clase Buyan-M, Naro-Fominsk.